# Jakob Poppelman
Jakob Poppelman, född 8 november 1678, död 17 maj 1736, var en svensk borgmästare och riksdagsledamot.

## Biografi
Jakob Poppelman föddes 1678 och var son till sjötullförvaltaren Johan Poppelman och Ingeborg Jacobsdotter Willskiött i Malmö. Från 1696 till 1705 studerade Poppelman vid akademier utomlands. Han blev sedan auskultant i Göta hovrätt och 1 januari 1710 fältsekreterare vid norska fältsten, till och med september 1710. Han blev därefter fältsekreterare i Finland och utnämndes 8 maj 1713 borgmästare i Kristianstads stad, samt var riksdagsledamot för borgarståndet i Kristianstad vid riksdagen 1713–1714. År 1716 blev han häradshövding i Halland och arbetade från 1718 som sekreterare vid en kommission i Karlskrona. År 1718 blev han häradshövding i Kristianstads läns lagsaga och transporterades 22 april 1719 till Norra Hallands lagsaga. Poppelman blev 27 november 1733 assessor i Göta hovrätt. Han avled 1736.

### Familj
Poppelman gifte sig 1715 med Helena Christina Didrichsson, dotter till kyrkoinspektorn Hans Didrichsson och Anna Christina Robring. De fick tillsammans dottern Ulrika Christina Poppelman som var gift med kyrkoherden Steenhoff i Kristianstad och kyrkoherde J. Chr. Eberstein i Ystad.